# Коменіча
Коменіча (рум. Comănicea) — село у повіті Долж в Румунії. Входить до складу комуни Секу.
Село розташоване на відстані 219 км на захід від Бухареста, 42 км на північний захід від Крайови.

## Населення
За даними перепису населення 2002 року у селі проживали 344 особи, усі — румуни. Усі жителі села рідною мовою назвали румунську.